# تشيغنيك
تشيغنيك (بالإنجليزية: Chignik, Alaska)‏ هي مدينة تقع في ولاية ألاسكا في الولايات المتحدة. تبلغ مساحة هذه المدينة 41.1 (كم²)، وترتفع عن سطح البحر 0 م، بلغ عدد سكانها نسمة في عام 2010 حسب إحصاء مكتب تعداد الولايات المتحدة.

## أعلام
- بيني بنسون

## وصلات خارجية
- Community Information